# Myrne (hromada Łyman)
Myrne (ukr. Мирне, do 2016 Dzerżynśke, ukr. Дзержинське) – osiedle na Ukrainie, w obwodzie donieckim, w rejonie kramatorskim, w hromadzie Łyman. W 2001 liczyło 18 mieszkańców.